# Тит Ампий Балб
Тит Ампий Балб (Titus Ampius Balbus) e политик на Римската република през втората половина на 1 век пр.н.е. Произлиза от плебейската фамилия Ампии, клон Балб.
През 63 пр.н.е. той е народен трибун с колеги Луций Цецилий Руф, Тит Лабиен и Публий Сервилий Рул.
През 59 пр.н.е. той е претор и през 58 пр.н.е. управител на Сицилия.